# Pontypool
Pour le film, voir Pontypool (film).
Pontypool (en anglais) ou Pont-y-pŵl (en gallois)  est une ville de 35 447 habitants située au pays de Galles, dans le comté de Torfaen aux environs de Newport. Au XVIIIe siècle, cette cité industrielle fut la première à réussir la production d'étain. 
Elle est notamment connue pour son équipe de rugby à XV (Pontypool RFC). 

## Personnalités liées à Pontypool
- Terry Cobner - joueur de rugby.
- Keri Collins - scénariste.
- Toby Faletau - joueur de rugby.
- Anthony Hopkins - acteur, a étudié quelque temps à Pontypool.
- Gwyneth Jones - cantatrice
- Luke Evans - acteur, est né à Pontypool mais a grandi à Aberbargoed.